# Aktham ibn Sayfi
Aktham ibn Sayfi al-Tamimi (en árabe: أكثم بن صيفي التميمي‎) (muerto en el 44 d.H.) fue un notable orador, juez, sabio y poeta árabe preislámico, famoso sobre todo por sus proverbios. También era conocido como Qadi al-Arab (lit. Juez de los árabes) 
Se sabe poco sobre su vida. Nació en Najd en la rama Usayyid de la tribu de Banu Tamim y fue uno de los hombres más influyentes de su tribu. Es considerado uno de los muʿammarūn; personas conocidas por su longevidad.  Su muerte ocurrió el 44 AH. 